# Marta Hoepffner
Marta Hoepffner (4 de enero de 1912 - 3 de abril de 2000) fue una fotógrafa alemana, representante de la generación vanguardista de posguerra.
Nació en Pirmasens y con diecisiete años comenzó a estudiar con Willi Baumeister en la Academia Städel en Fráncfort entre 1929 y 1933. Con sus fotogramas producidos entre 1937 y 1940 y sus "Formas abstractas en la arena" y "Formas abstractas en la corteza del plátano" establece un nexo entre los fotógrafos experimentales de la primera época de este medio (1919-1933) y el nuevo comienzo después de 1945. Con los subtítulos de sus fotogramas, dedicatorias a Strawinsky, Manuel de Falla y Kandinsky, establece el nexo cultural con el Modernismo Clásico en una época que por el dictado de Hitler condenó a precisamente esos artistas modernos (fueran compositores o pintores) como "degenerados". Su Autorretrato en el espejo (1941) es un montaje de dos fotografías de la artista al que también se integra su retrato pintado en el fondo, con lo que se aprecian tres versiones de su retrato en una misma combinación.
La naturaleza muerta Composición con botellas (1945) es un buen ejemplo de una composición a partir de los objetos más sencillos con contrastes en negros y blancos fuertemente rítmicos. La fotografía traduce visiblemente las clases de pintura de Willi Baumeister. Otto Steinert presentó algunos de sus trabajos en su primera exposición de la fotografía subjetiva de 1951.